# Grégory Coudol

a Compétitions nationales et continentales officielles uniquement.

Dernière mise à jour le 11 novembre 2021.
Grégory Coudol est né le 29 mars 1983. C'est un joueur de rugby à XV français d'1,73 m pour 73 kg, qui évolue au poste de demi de mêlée. 

## Biographie
Il a été international des moins de 21 ans en équipe de France[réf. nécessaire].

## Carrière de joueur

### En club
- RC Massy 2000-2002
- Stade français Paris 2002-2005
- RC Massy 2005-2006
- Racing Métro 92 2006-2008
- Blagnac SCR 2008
- RC Massy 2008-2017

## Palmarès
Champion de France Crabos
Équipe de France espoirs à sept
Équipe de France -21.
Équipe de France Fédérale 2012